# دیو کلمنت
دیو کلمنت (به انگلیسی: Dave Clement) بازیکن فوتبال زادهٔ ۲ فوریه ۱۹۴۸ اهل کشور انگلستان که سابقهٔ بازی در تیم ملی فوتبال انگلستان را در کارنامهٔ خود دارد. وی در تاریخ ۲۴ مارس ۱۹۷۶ نخستین بازی ملی خود را در مقابل تیم ملی فوتبال ولز انجام داد و با حضور در ۵ بازی ملی، در تاریخ ۹ فوریه ۱۹۷۷ واپسین بازی ملی‌اش را در برابر تیم ملی فوتبال هلند برگزار کرد.